# Palmhuggormar

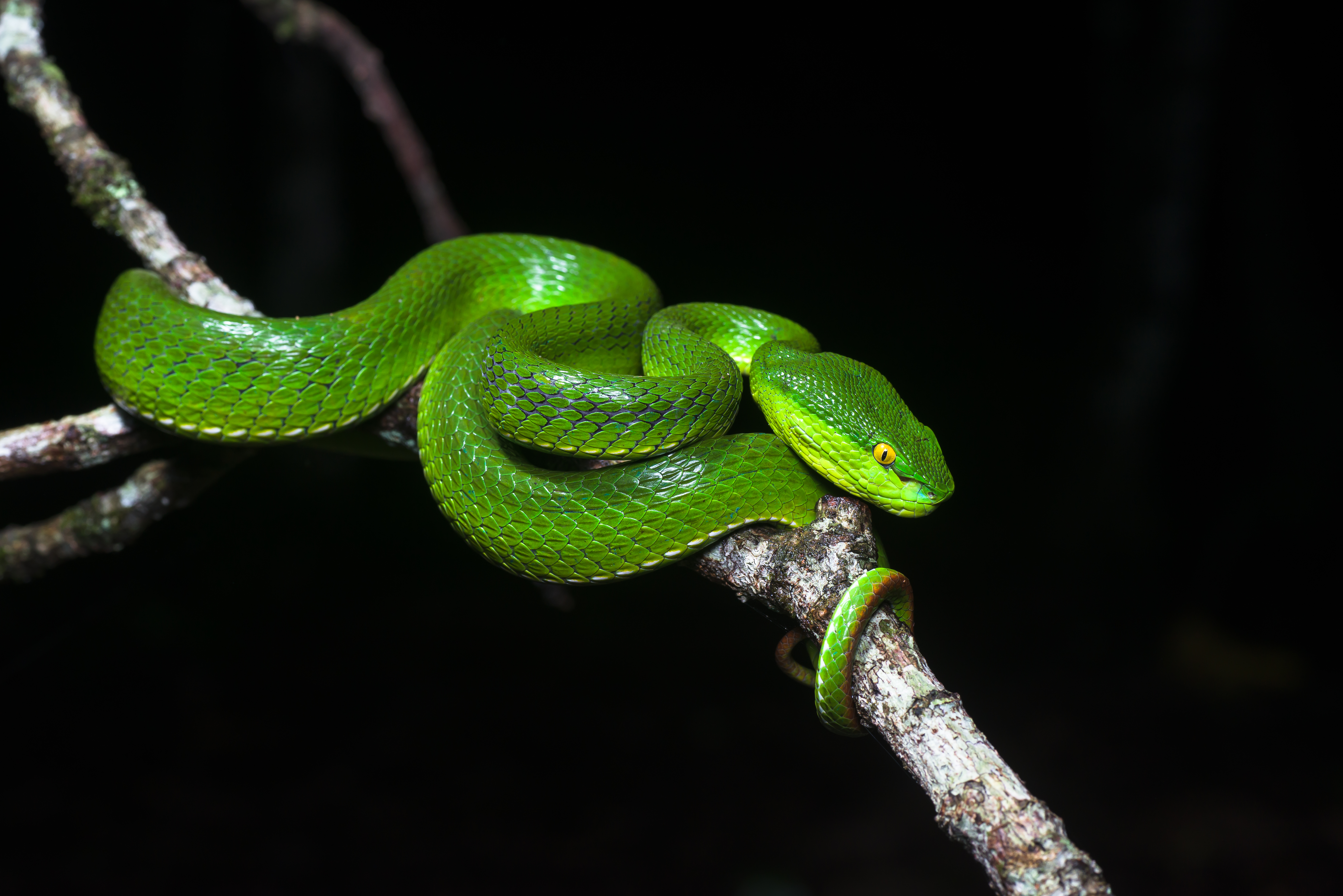
Trimeresurus albolabis

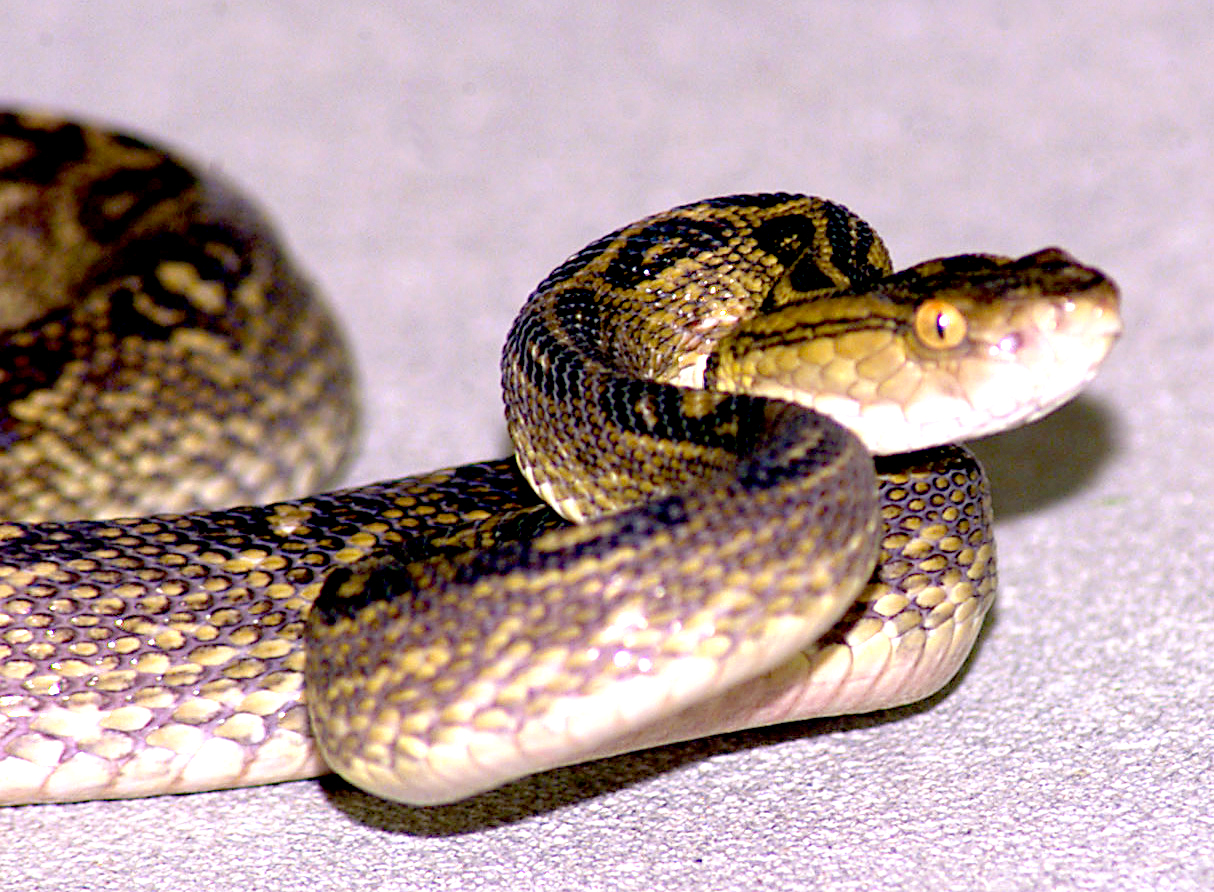
Trimeresurus flavoridis

Palmhuggormar (Trimeresurus) är ett släkte av ormar som tillhör familjen huggormar. Släkten innehåller 35 kända arter som alla finns i Asien, från Pakistan, Indien, Japan och Kina till länderna i Sydöstasien, samt på en del ögrupper i Stilla havet. 
De flesta arterna är relativt små, smala och skogslevande ormar med grönaktig färg. Några arter har en gulaktig, svart, orange eller rödaktig teckning. Födan består vanligen av olika mindre djur, som gnagare, ödlor, groddjur och fåglar. 
Fortplantningen är oftast ovovivipar men hos vissa arter lägger honor ägg.
Palmhuggormar är giftiga för människan. Giftets styrka och egenskaper varierar mellan arterna, men de flesta arter har ett gift som innehåller hemotoxiner och ett bett av en palmhuggorm kräver vanligen läkarvård.

## Systematik
Släktet omfattar många arter, varav några är indelade i underarter:
- Trimeresurus albolabris
- Trimeresurus borneensis
- Trimeresurus brongersmai
- Trimeresurus cantori
- Trimeresurus cornutus
- Trimeresurus elegans
- Trimeresurus erythrurus
- Trimeresurus fasciatus
- Trimeresurus flavomaculatus
- Trimeresurus flavoviridis
- Trimeresurus gracilis
- Trimeresurus gramineus
- Trimeresurus hageni
- Trimeresurus jerdonii
- Trimeresurus kanburiensis
- Trimeresurus karanshahi
- Trimeresurus kaulbacki
- Trimeresurus labialis
- Trimeresurus macrolepis
- Trimeresurus macrops
- Trimeresurus malabaricus
- Trimeresurus mangshanensis
- Trimeresurus medoensis
- Trimeresurus mucrosquamatus
- Trimeresurus popeorum
- Trimeresurus puniceus
- Trimeresurus purpureomaculatus
- Trimeresurus sabahi
- Trimeresurus schultzei
- Trimeresurus stejnegeri
- Trimeresurus strigatus
- Trimeresurus sumatranus
- Trimeresurus tibetanus
- Trimeresurus tokarensis
- Trimeresurus trigonocephalus
- Trimeresurus xiangchengensis

Släktets taxonomi är inte helt utredd. Några arter som tidigare ingick i palmhuggormar flyttades till släktena Ovophis och Tropidolaemus.